# Monomorium inquilinum
Monomorium inquilinum är en myrart som beskrevs av Dubois 1981. Monomorium inquilinum ingår i släktet Monomorium och familjen myror. IUCN kategoriserar arten globalt som sårbar. Inga underarter finns listade i Catalogue of Life.